# Задніпровський Олександр Михайлович
Олекса́ндр Миха́йлович Лесь Задніпро́вський (нар. 12 червня 1953, Київ) — український актор театру, кіно та дубляжу. Народний артист України (1998).

## Біографія
Народився 12 червня 1953 року у Києві у родині акторів М. О. Задніпровського та Ю. С. Ткаченко.
У 1975 році закінчив акторський факультет Київського державного інституту театрального мистецтва імені Івана Карпенка-Карого (курс А. Скибенка).
Актор Національного українського драматичного театру імені Івана Франка.

## Ролі в театрі

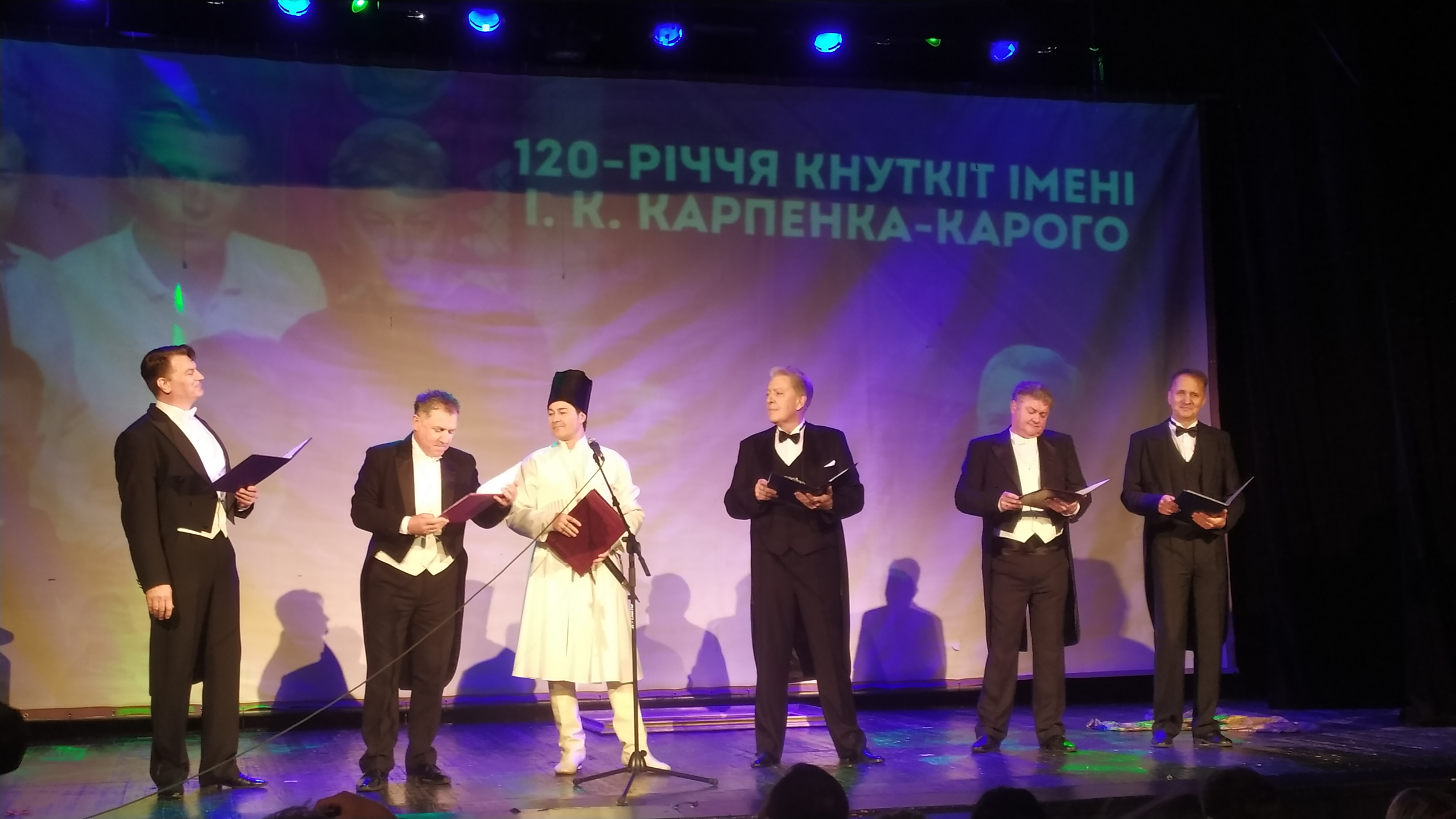
Актори театру імені Івана Франка на святкуванні 120-річчя КНУТКіТ імені І. К. Карпенка-Карого, листопад 2024 року; Лесь Задніпровський — четвертий ліворуч

- Вороб'янінов («Великі комбінатори»)
- Майор («Дами і гусари»)
- Лепле («Едіт Піаф. Життя в кредит»)
- Сергій Дмитрович Абрезков («Живий труп»)
- Барон Альфонсо («Моя професія — синьйор з вищого світу»)
- Кичатий («Назар Стодоля»)
- Лікар («Три товариші»)
- Петро Миколайович Сорін («Чайка»)
- Рикун, Французький Адмірал, Маршал Лефевр («Урус-шайтан»)
- Фредерік Леметр («Фредерік або Бульвар Злочинів»)
- Гайвай («Загибель ескадри»)
- Огнєв («Фронт»)
- Командор («Камінний господар»)
- Мазепа («Мазепа»)
- Блез («Блез» Клода Маньє)
- Дон Алонсо («З кохання не жартують»)
- Дорошенко («Гетьман Дорошенко»)
- Генрі ІІ («Я, Генрі ІІ»)
- Нельсон («Леді і Адмірал»)
- Болвел («Віват, Королево!»)
- Тургєнєв («Лев і левиця»)

Генрі Джеймс Честерфілд — «Загнаний кінь»

## Фільмографія
- «Ніколи» (1962)
- «Народжена революцією» (1977)
- «Розколоте небо» (1979)
- «Мужність» (1980)
- «Овод» (1980)
- «Останній гейм» (1981)
- «Кармелюк» (1985)
- «Суєта» (1985)
- «Конотопська відьма» (1987)
- «Мистецтво подобатися жінкам» (1988)
- «Камінна душа» (1988)
- «Шанс» (1988)
- «Екстрасенс» (1991)
- «Козаки йдуть» (1991)
- «Натурщик» (1992)
- «Чотири листи фанери» (1992)
- «Заручники страху» (1993)
- «Ленін у вогненному кільці» (1993)
- «Дорога на Січ» (1994)
- «Посмішка звіра» (1998)
- «Небо в горошок» (2004)
- «Торгаші» (2004)
- «Весела хата» (2005)
- «Повернення Мухтара-2» (2005)
- «Моя прекрасна сім'я» (2005)
- «Новорічний кілер» (2005)
- «Кактус і Олена» (2006)
- «Перше правило королеви» (2006)
- «Утьосов. Пісня довжиною в життя» (2006)
- «Повернення Мухтара-7» (2011)
- «Генеральна невістка» (2012)
- «Менти. Таємниця великого міста» (2012)
- «Політ метелика» (2012)
- «Порох і дріб» (2012)
- «Свати-6» (2012—2013)
- «Іван Сила» (2013)
- «Нахаба» (2013)
- «Київський торт» (2014)
- «Впізнай мене, якщо зможеш» (2014)
- «Безсмертник» (2015)
- «Останній яничар» (2015)
- «Заміж у Новий рік» (2016)
- «На лінії життя» (2016)
- «Догори дригом» (2017)
- «Ментівські війни. Одеса» (2017)
- «Рік собаки» (2018)
- «Бабка» (2018)
- «Лікар Ковальчук» (2018)
- «Штамп у паспорті» (2018)
- «11 дітей з Моршина» (2019)
- «Інша» (2019)
- «Не смій мені говорити „Прощавай!“» (2019)
- «Місто закоханих» (2019)
- «Від кохання до ненависті» (2019)
- «Лабіринт» (2020)
- «Щаслива попри все» (2021)
- «Намалюй мені маму» (2021)
- «Кейс» (2021)
- «Чужі гріхи» (2021)

## Дублювання та озвучення
- «Хітмен» — (дубляж, Студія 1+1)
- «Кармелюк» — (дубляж, Студія 1+1)
- «Жах на вулиці В'язів» (3 частини) — (багатоголосе закадрове озвучення, Студія 1+1)
- «Ягуар» — (багатоголосе закадрове озвучення, Студія 1+1)
- «Пірати» — (багатоголосе закадрове озвучення, Студія 1+1)
- «Джуніор» — (багатоголосе закадрове озвучення, Студія 1+1)
- «48 годин» — (багатоголосе закадрове озвучення, Студія 1+1)
- «Скрипаль на даху» — (багатоголосе закадрове озвучення, Студія 1+1)
- «Матриця: Революція» — (багатоголосе закадрове озвучення, Студія 1+1)
- «Давньогрецькі герої» — (багатоголосе закадрове озвучення, Студія 1+1)
- «Пригоди Дживса і Вустера» — (багатоголосе закадрове озвучення, Студія 1+1)
- «Великий сон» — всі чоловічі ролі (двоголосе закадрове озвучення, Студія 1+1)
- «Колос Родоський» — всі чоловічі ролі (двоголосе закадрове озвучення, Студія 1+1)
- «Мальтійський сокіл» — всі чоловічі ролі (двоголосе закадрове озвучення, Студія 1+1)
- «Повернення на планету Мавп» — всі чоловічі ролі (двоголосе закадрове озвучення, Студія 1+1)
- «Геркулес: Героїчні пригоди» — всі чоловічі ролі (двоголосе закадрове озвучення, Студія 1+1)
- «Маріонетка, або гра в чотири руки» — всі чоловічі ролі (двоголосе закадрове озвучення, Студія 1+1)
- «Конан-варвар» — всі чоловічі ролі (двоголосе закадрове озвучення, Студія 1+1)
- «Руда Соня» — всі чоловічі ролі (двоголосе закадрове озвучення, Студія 1+1)
- «Хижак» — всі чоловічі ролі (двоголосе закадрове озвучення, Студія 1+1)
- «Вірус» — всі чоловічі ролі (двоголосе закадрове озвучення, Студія 1+1)
- «Доберман» — всі чоловічі ролі (двоголосе закадрове озвучення, Студія 1+1)
- «Спис долі» — всі чоловічі ролі (двоголосе закадрове озвучення, Студія 1+1)
- «Касабланка» — всі чоловічі ролі (двоголосе закадрове озвучення, Студія 1+1)
- «Кров героїв» — всі чоловічі ролі (двоголосе закадрове озвучення, Студія 1+1)
- «Муха» (2 частини) — всі чоловічі ролі (двоголосе закадрове озвучення, Студія 1+1)
- «Бетмен» (2 частини) — всі чоловічі ролі (двоголосе закадрове озвучення, Студія 1+1)
- «Тисячоліття помсти» — всі чоловічі ролі (двоголосе закадрове озвучення, Студія 1+1)
- «Серце дракона» — всі чоловічі ролі (двоголосе закадрове озвучення, Студія 1+1)
- «Хроніки Ріддіка» — всі чоловічі ролі (двоголосе закадрове озвучення, Студія 1+1)
- «Леон-кілер» — всі чоловічі ролі (старе двоголосе закадрове озвучення, Студія 1+1)
- «Біблія на початку» — всі чоловічі ролі (двоголосе закадрове озвучення, ICTV)
- «Ніагара» — всі чоловічі ролі (двоголосе закадрове озвучення, З ранку до ночі на замовлення ICTV)
- «Арабеска» — (багатоголосе закадрове озвучення, З ранку до ночі на замовлення ICTV)
- «Гаррі Поттер» (4 частини) — (дубляж, Так Треба Продакшн на замовлення Sweet.tv)
- «Володар перснів» (3 частини) — (дубляж, Так Треба Продакшн на замовлення Sweet.tv)
- «Олівер і Компанія» — (дубляж, Le Doyen)
- «Горбун із Нотр-Даму» — (дубляж, Le Doyen)
- «Турист» — (дубляж, Le Doyen)
- «Тачки 2» — (дубляж, Le Doyen)
- «Реальна сталь» — (дубляж, Le Doyen)
- «Пірати карибського моря: На дивних берегах» — (дубляж, Le Doyen)
- «Тарас Шевченко. Заповіт» — читає текст (озвучення, Кіностудія ім. Довженко)

## Державні нагороди
- Орден князя Ярослава Мудрого III ст. (27 березня 2025) — за вагомий особистий внесок у розвиток національної культури і театрального мистецтва, вагомі творчі здобутки і високу професійну майстерність[3]
- Орден князя Ярослава Мудрого IV ст. (27 серпня 2020) — за вагомий особистий внесок у розвиток театрального мистецтва, високу професійну майстерність, багаторічну плідну творчу діяльність та з нагоди 100-річчя від заснування Національного академічного драматичного театру імені Івана Франка[4]
- Орден князя Ярослава Мудрого V ст. (27 березня 2010) — за вагомий особистий внесок у розвиток українського театрального мистецтва, багаторічну творчу працю та високий професіоналізм[5]
- Народний артист України (12 червня 1998)— за значний особистий внесок у розвиток театрального мистецтва, вагомі творчі здобутки[2]
- Заслужений артист України (2 березня 1995) — за значний особистий внесок у розвиток українського театрального мистецтва, високий професіоналізм[6]